# Paragomphus maynei
Paragomphus maynei – gatunek ważki z rodziny gadziogłówkowatych (Gomphidae).